# Lista chorążych reprezentacji Lesotho na igrzyskach olimpijskich
Lista chorążych reprezentacji Lesotho na igrzyskach olimpijskich – lista zawodników i zawodniczek reprezentacji Lesotho, którzy podczas ceremonii otwarcia nowożytnych igrzysk olimpijskich nieśli flagę Lesotho.

## Chronologiczna lista chorążych
| Lp. | Rok i miejsce     | Chorąży                 | Dyscyplina    |
| --- | ----------------- | ----------------------- | ------------- |
| 1   | 1972, Monachium   | Motsapi Moorosi         | Lekkoatletyka |
| 2   | 1980, Moskwa      | b.d.                    |               |
| 3   | 1984, Los Angeles | Mochochonono Mokhutlole |               |
| 4   | 1988, Seul        | b.d.                    |               |
| 5   | 1992, Barcelona   | b.d.                    |               |
| 6   | 1996, Atlanta     | Jessie Mathunta         |               |
| 7   | 2000, Sydney      | Mokete Mokhosi          | Taekwondo     |
| 8   | 2004, Ateny       | Lineo Mochesane         | Taekwondo     |
| 9   | 2008, Pekin       | Simon Tsotang Maine     | Lekkoatletyka |
| 10  | 2012, Londyn      | Mamorallo Tjoka         | Lekkoatletyka |
| 11  | 2016, Rio         | Mosito Lehata           | Lekkoatletyka |
| 12  | 2020, Tokio       | wolontariusz            | wolontariusz  |